# 첼로 협주곡 2번 (생상스)
《첼로 협주곡 D단조 작품번호 119》는 카미유 생상스가 쓴 첼로 협주곡이다. 2개의 악장으로 구성되어 있다.

## 악장
- 1악장 - D단조, 알레그로
- 2악장 - E♭장조, 알레그로

## 악기 편성
- 플루트, 오보에, 클라리넷, 호른, 바순, 트럼펫, 팀파니, 현악기